# Moisei
Moisei (in ungherese Majszin) è un comune della Romania di 9 258 abitanti, ubicato nel distretto di Maramureș, nella regione storica della Transilvania.